# Крофорд (округ, Миссури)
Округ Крофорд (англ. Crawford County) — округ штата Миссури, США. Население округа на 2009 год составляло 23 915 человек. Административный центр округа — город Стилвилл.

## История
Округ Крофорд основан в 1829 году.

## География
Округ занимает площадь 1924,4 км². 10,51 % площади округа занимает единственный национальный лес Миссури — «Марк-Твен».

## Демография
Согласно оценке Бюро переписи населения США, в округе Крофорд в 2009 году проживало 23 915 человек. Плотность населения составляла 12.4 человек на квадратный километр.